# Radviliškis
Radviliškis è una città della Lituania nella Contea di Šiauliai.
Fondata nel XV secolo, viene menzionata per la prima volta nel 1567, mentre le 1687 le furono donati i diritti di Città di mercato da parte di Jan Sobieski, re di Polonia e Lituania.

## Città gemelle
| - Nesvīža, Bielorussia - Gņezno, Polonia - Valga, Estonia - Grodziska Mazovecka, Polonia - Stathele, Norvegia | - Lilehamera, Norvegia - Valka, Lettonia - Špajera, Germania - Skara, Svezia |